# Montenegrí
El montenegrí (en ciríl·lic: црногорски jeзик; en alfabet llatí: crnogorski jezik) és una llengua eslava meridional del grup occidental, parlada a Montenegro. Des del punt de vista sociolingüístic, és una llengua ausbau, ço és, una llengua a part amb el seu propi estàndard. Aquest estàndard té com a base el dialecte xtokavià de l'entitat lingüística anomenada serbocroat durant l'època de l'antiga Iugoslàvia. Des del punt de vista de la lingüística comparada, és una de les variants estàndards d'una sola i mateixa llengua, les altres, basades sobre el mateix dialecte xtokavià, són el serbi, el croat i el bosnià.

## Parlants i estatus oficial
Segons les dades del cens del 2011 al voltant de 620.029 habitants de Montenegro, 278.865 persones (44,98% de la població) es declaraven de l'ètnia montenegrina i 178.110 (28,73%) serbis. Pel que fa a la llengua, 393.740 (42,88) es consideraven serboparlants, i 229.251 (36,97%) tenien el montenegrí com a llengua materna.
També hi ha dades sobre montenegrins en altres països:
- Sèrbia: 69.049 persones d'ètnia montenegrina. Tot i que el qüestionari conté una pregunta sobre la llengua materna dels enquestats, el nombre de locutors del montenegrí no hi és indicat.[1]
- Croàcia: 4.926 persones d'ètnia montenegrina[2] i 460 persones amb el montenegrí com a llengua materna.[3]
- Eslovènia: 2.660 persones d'ètnia montenegrina. No hi ha dades sobre llengua materna.[4]

El montenegrí només és oficial a Montenegro, les llengües de les minories (serbis, bosnians, albanesos i croats), però, també tenen ús oficial.

## Variants regionals
Els montenegrins tenen dues variants del dialecte xtokavià:
- La variant de l'hercegoví oriental, la mateixa que la d'aquesta part de Bòsnia i Hercegovina, parlada a l'oest i al nord-oest de Montenegro. És la mateixa variant que la que es parla a Dubrovnik (a Croàcia) i a l'oest de Sèrbia.
- La variant parlada a Zeta-Sandjak, al sud, que es parla a la resta de Montenegro.

## Polèmica per la denominació dellengua montenegrina
Montenegro presenta un exemple d'aquestes fragmentacions d'identitats nacionals als estats post-soviètics o post-iugoslaus característiques de les acaballes del segle xx. Aquesta fragmentació, que els dirigents dels nous estats van considerar necessària per a legitimar llur independència, té com a base dos desenvolupaments principals:
- La constitució d'una història pròpia que insisteixi en tot allò que els faci diferenciar dels estats veïns.
- L'afirmació de l'existència d'una llengua pròpia (en aquest cas, del montenegrí, aleshores macedoni o moldau).

L'elit política i cultural també va dividir-se en una fracció en pro de la unificació (amb Sèrbia a Montenegro, amb Bulgària a l'actual Macedònia del Nord i amb Romania a Moldàvia) i una fracció independentista (que en tots tres casos va ser majoritària).
Tant a Macedònia del Nord com a Moldàvia, aquestes construccions de noves identitats han dut el debat polític al camp científic per cercar arguments a les tesis polítiques mitjançant recerques lingüístiques o històriques per recollir aquests dos indicis, i així poder defensar la tesi: així doncs, alguns autors macedonis es basen en algunes fonts que provarien una unió de filiació entre el macedoni actual (llengua eslava apareguda amb la migració dels eslaus als Balcans durant el segle vi) i la llengua macedònia antiga (llengua tràcia hel·lenitzada molt anterior): aquestes fonts proven de fet que les dues llengües són d'origen indoeuropeu.
Per tant, els defensors de la idea de llengua montenegrina són sovint també els defensors de la independència de Montenegro. Els intel·lectuals del centre PEN montenegrí, bo i protestant contra la constitució del 1992 de Montenegro, que estipulaven que la llengua oficial de la República era el serbi, tenen com a argument principal el dret de cada nació a tenir la seva pròpia llengua, i posen com a exemples els casos del croat, del bosnià, del macedoni i del moldau. No neguen la pertinença del montenegrí al mateix diasistema que les tres altres llengües, però exigeixen que la seva llengua s'anomeni oficialment montenegrí.
El principal promotor de la idea del montenegrí fou el professor Vojislav Nikčević, de la Universitat de Nikšić, qui va començar a desenvolupar aquesta idea al voltant del 1968, i va publicar diversos treballs normatius sobre aquesta llengua. Entre els seus seguidors es troben Vuk Minić, Sreten Zeković, Jevrem Brković i Rajko Cerović.